# Hereditärer kombinierter Mangel an Vitamin-K-abhängigen Gerinnungsfaktoren
Ein Hereditärer kombinierter Mangel an Vitamin-K-abhängigen Gerinnungsfaktoren (VKCFD) ist eine sehr seltene angeborene Erkrankung mit einer Blutungsneigung aufgrund verminderter und vom Vitamin K abhängender Gerinnungsfaktoren.
Synonyme sind:  Faktoren II, VII, IX und X, hereditärer kombinierter Mangel;  Vitamin K-Dependent Clotting Factors, Combined Deficiency Of, 1; VKCFD1
Die Erstbeschreibung stammt aus dem Jahre 1966 von den US-amerikanischen Ärzten Campbell W. McMillan und Harold R Roberts.

## Verbreitung
Die Häufigkeit wird mit unter 1 zu 1.000.000 angegeben, bislang wurde über etwa 30 Familien berichtet. Die Vererbung erfolgt autosomal-rezessiv.

## Ursache
Je nach zugrunde liegender Mutation werden zwei Typen unterschieden:
- Typ I mit Mutationen im GGCX-Gen auf Chromosom 2 Genort p11.2, das für die Gamma-Glutamylcarboxylase kodiert.[3]
- Typ II mit Mutationen im VKORCa-Gen auf Chromosom 16 Genort p11.2, das für die Untereinheit 1 des Vitamin K-2,3-Epoxidreduktase-Komplexes kodiert.[4]

Beide Proteine sind an der Aktivierung der Gerinnungsfaktoren beteiligt.

## Klinische Erscheinungen
Klinische Kriterien sind:
- sehr unterschiedlich ausgeprägte Blutungsneigung, meist Haut und Schleimhäute betroffen
- Beginn im Neugeborenenalter

Oft finden sich zusätzlich weitere Auffälligkeiten wie punktförmige Verkalkungen der langen Knochen, verkürzte Finger-Endphalangen, Osteoporose, Pseudoxanthoma elasticum-artige Veränderungen.

## Differentialdiagnose
Abzugrenzen sind andere Gerinnungsstörungen,  erworbene Formen der Krankheit mit Malabsorption von Vitamin K, Leberzirrhose, Einnahme von Vitamin-K-Antagonisten.

## Therapie
Die Behandlung erfolgt durch Gabe von Vitamin K, vor geplanten Operationen werden Blutplasma und Prothrombinkomplex-Konzentrate gegeben.

## Heilungsaussicht
Die Prognose gilt als günstig.